# Maurice Blondel
Maurice Blondel, nascido em 2 de novembro de 1861 em Dijon e morreu em 4 de junho de 1949 em Aix-en-Provence, foi um filósofo francês. Ele desenvolveu uma filosofia de ação integrando elementos do pragmatismo moderno no contexto da filosofia cristã.

## References
1. ↑  Pierre Gauthier , Newman e Blondel: Tradição e desenvolvimento do dogma , Éditions du Cerf , coll.  "Cogitatio Fidei" ( N O  147),1988, 553  p. ( ISBN  978-2-204-02854-7 , OCLC  18778626 )